# Pedreiras de s'Hostal

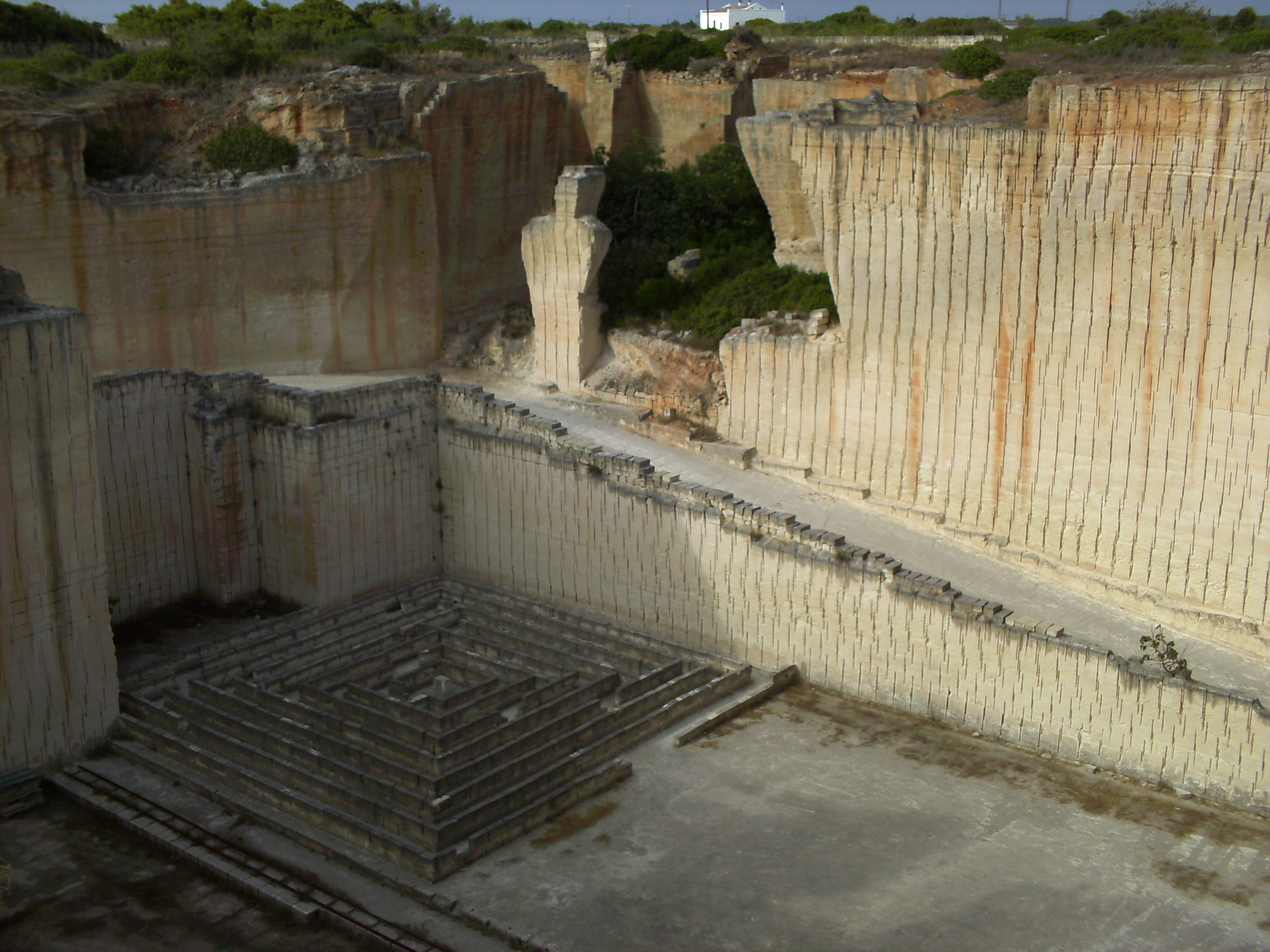
Vista do labirinto numa das pedreiras modernas

As pedreiras de s’Hostal, situadas a 1Km da  Ciutadella  de Minorca, conformam um recinto de pedreiras de arenito. São caracterizadas pelo contraste e pela dualidade constantes: por um lado impõe-se uma paisagem resultado da extracção mecânica, de grandes dimensões e geometria cúbica, e, por outro, antigas pedreiras de extracção manual, antentico labirinto de pedra e vegetação, onde reinam as formas orgânicas e a variedade de espaços. O trabalho da Associação Líthica consiste em resgatar aquelas pedreiras e dotá-las de uma nova vida com intervenções que fomentem a própria essências de labirinto e jardim.
A extracção de arenito, tanto nas pedreiras antigas como nas modernas, tinha como finalidade a produção de cantarias e alvenarias para a construção de edifícios na ilha. Em 1994 a exploração encerrou, e um ano mais tarde a Associação Lithica, fundada pela escultora e arquitecta Laetitia Lara, alugou as antigas pedreiras, com o apoio do Conselho Insular de Menorca, com os objectivos gerais de preservação, reabilitação e valorização das pedreiras de arenito de Menorca como património histórico e etnológico de grande valor artístico e paisagístico. 

## As pedreiras antigas

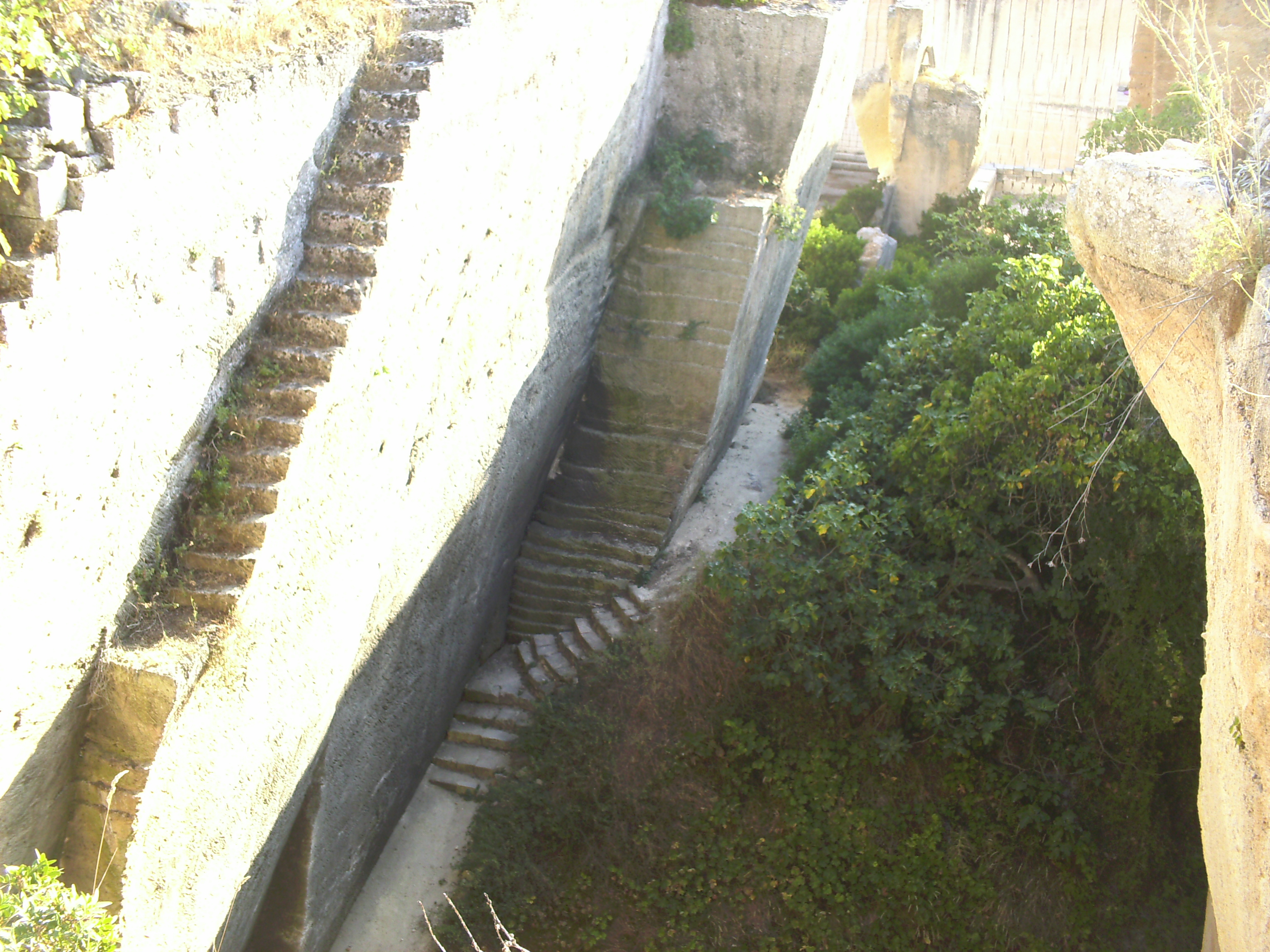
Pedreira antiga

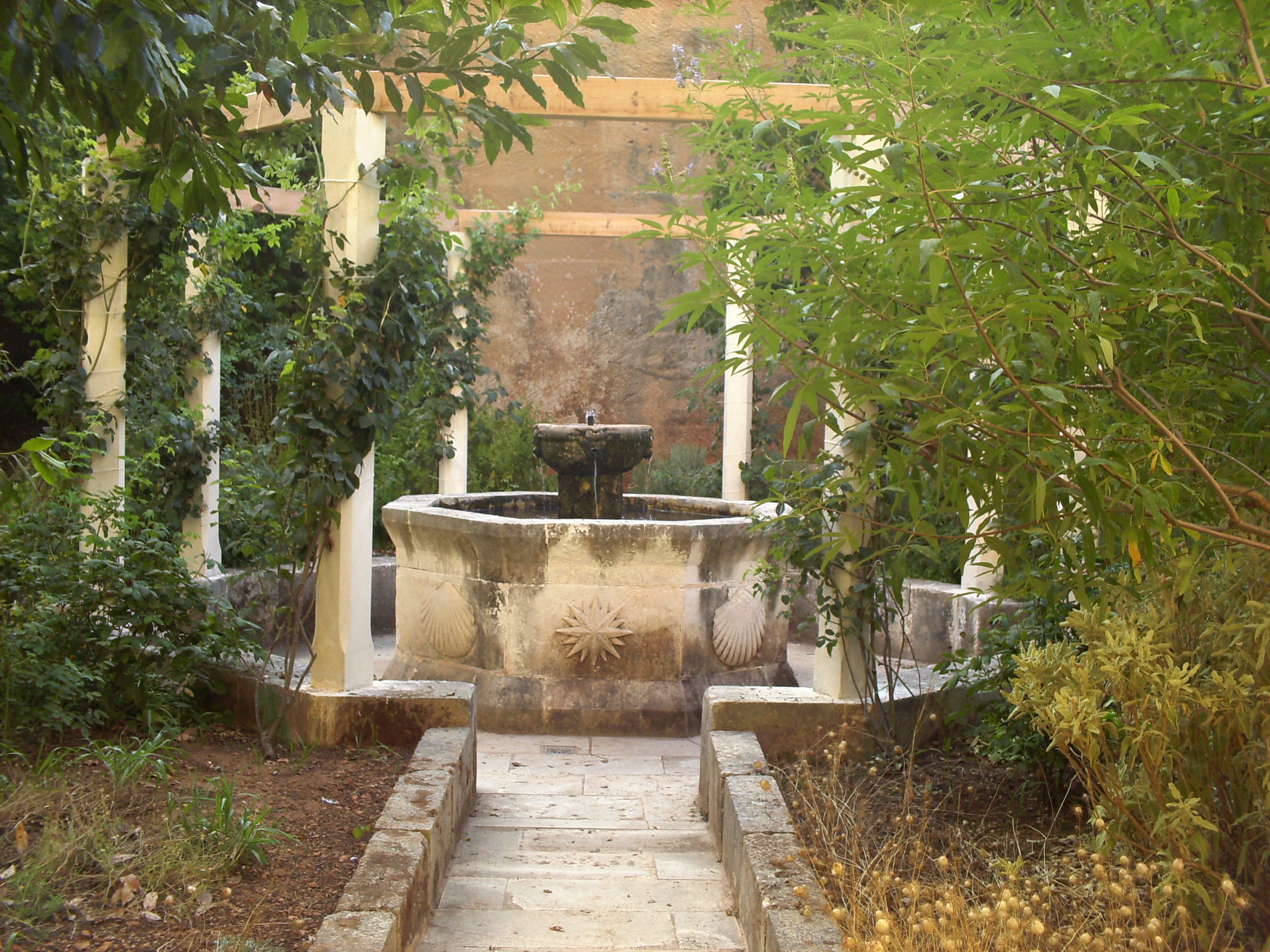
Fonte do jardim medieval

Os recintos da exploração antiga são de dimensões mais reduzidas e de formas mais irregulares do que os da exploração moderna. A extracção de arenito era manual, seguindo o veio de pedra de maior qualidade, e portanto o calcário circundante. Actualmente essas pedreiras regeneraram-se em parte com vegetação espontânea tendo-se criado, pela Associação Líthica, um circuito botânico de plantas autóctones e um jardim medieval.

### O circuito botânico
O circuito botânico é um projecto para a conservação e reprodução da flora minorquina com finalidade educativa e de divulgação qua aproveita os diversos recintos das antigas pedreiras.
Os espaços estão separados em sete partes distintas:
- Pedreira de s'Ullastre: área de apresentação do circuito botânico.
- Pedreira de Ametllers: recinto com amendoeiras e prado mediterrânico.
- Pedreira de ses Oliveres: Aqui encontram-se oliveiras e plantas aromáticas, um jardim ornamental com um enrocamento de seixos e plantas adaptadas ao ambiente marítimo, vegetação arbustiva e arbustos espinhosos em pequenas falésias.
- Pedreira des Bosquet: representação de um conjunto de arbustos, matos densos e plantas trepadeiras.
- Pedreira comunitat Oleo-ceratonia: representa uma floresta mediterrânica e arbustos de folha perene com esclerófitas, oliveiras e alfarrobeiras..
- Pedreira de s'Espinal: colecção de espécies mediterrânicas de especial interesse e endémicas da ilha.
- Pedrera des Llimoners: espaço dedicado à horta mediterrânica.

### O jardim medieval
O jardim medieval foi construído em torno de uma fonte imitando o claustro de um mosteiro, e é constituído principalmente por plantas medicinais. O jardim corresponde à antiga pedreira de Proes. Além do jardim medieval e do circuito botânico, o conjunto possui também uma pequena lagoa com uma amostra das plantas das zonas húmidas de água doce da ilha. Existe também uma pedreira qualificada como um viveiro para produção de plantas nativas.

## As pedreiras modernas
Correspondem a duas áreas de muito maior dimensão do que as pedreiras antigas, que começaram a ser exploradas a partir da segunda metade do século XX, com meios mecânicos (serras circulares). A tecnologia de serras circulares implicava cortes verticais e horizontais de forma indiscriminada, a remoção de toda a pedra e, posteriormente, a selecção e classificação do material extraído. Este sistema de exploração provocou a criação de amplos espaços cúbicos com paredes verticais de grande altura, marcadas por incisões verticais e horizontais provocadas pela utilização das serras.
Estas áreas acolhem hoje eventos culturais, como filmes, concertos, dança e festas temáticas.